# كين تايلور (لاعب كريكت)
كين تايلور (29 سبتمبر 1916 - 5 أبريل 2002 في المملكة المتحدة) (بالإنجليزية: Ken Taylor)‏ هو لاعب كريكت بريطاني (وحمل سابقاً جنسية المملكة المتحدة لبريطانيا العظمى وأيرلندا).